# Bórk
Bórk (dodatkowa nazwa w j. kaszub. Bòrk) – osada w Polsce położona w województwie pomorskim, w powiecie bytowskim, w gminie Lipnica.
Pustkowie w połaci leśnej na południowy zachód  od Wojska.